# Thomas Röhler
Thomas Röhler, född 30 september 1991, är en tysk friidrottare.
Röhler blev olympisk guldmedaljör i spjutkastning vid sommarspelen 2016 i Rio de Janeiro.